# Arthur Wellesley, VIII duque de Wellington
Arthur Valerian Wellesley, viii duque de Wellington (Roma, 2 de julio de 1915 - Basingstoke and Deane, 31 de diciembre de 2014), marqués de Douro entre 1943 y 1972, fue un noble británico y brigadier retirado del Ejército Británico. Perdió su condición de miembro de la Cámara de los Lores con el Acta de 1999.
Aparte de sus títulos británicos, ostentaba los títulos de VIII Príncipe de Waterloo (en neerlandés: Prins van Waterloo) en el Reino de los Países Bajos, VIII duque de la Victoria (en portugués: Duque da Vitória) en el Reino de Portugal, con los títulos subsidiarios de marqués de Torres Vedras y conde de Vimeiro. Asimismo, fue IX duque de Ciudad Rodrigo en España hasta el 10 de marzo de 2010, cuando cedió el ducado español a su hijo mayor, Charles Wellesley, marqués de Douro. La mayoría de todos estos títulos provienen de los otorgados a su antepasado Arthur Wellesley, I duque de Wellington, vencedor de Napoleón.

## Primeros años
Wellesley nació en Roma, Italia, el 2 de julio de 1915. Sus padres fueron Gerald Wellesley, VII duque de Wellington, y Dorothy Violet, hija de Robert Ashton. Fue conocido con el título de cortesía de marqués de Douro desde 1943, cuando su padre heredó el Ducado de Wellington a la muerte de su sobrino.
Se educó en el Eton College antes de ingresar al New College de la Universidad de Oxford.
Wellesley se comprometió con lady Rose Paget, hija de Charles Paget, VI marqués de Anglesey, pero ella se casó con el honorable John McLaren. El 28 de enero de 1944, se casó con Diana Ruth McConnel, hija del mayor general Douglas Fitzgerald McConnel, CB, CBE, en la catedral de San Jorge de Jerusalén. Tuvieron cinco hijos:
- Arthur Charles Valerian Wellesley, marqués de Douro, X duque de Ciudad Rodrigo (n. 19 de agosto de 1945), casado con la princesa Antonia de Prusia.
- Lord Richard Gerald Wellesley (20 de junio de 1949), casado con Joanna Marion Sumner, Davinia Chloe y Natasha Doone.
- Lady Caroline Jane Wellesley (6 de julio de 1951).
- Lord John Henry Wellesley (20 de abril de 1954), casado con Corinne Vaes.
- Lord James Christopher Douglas Wellesley (16 de diciembre de 1964), casado con Laura Elizabeth Wedge. Vuelto a casar con Emma Nethercott.

## Carrera militar
Wellesley fue comisionado en el Ejército Británico como teniente segundo en 1940. Sirvió en la Segunda Guerra Mundial con el regimiento de los Royal Horse Guards como teniente. Se le concedió la Cruz Militar y recibió una comisión permanente como capitán en julio de 1951. Fue promovido sucesivamente a mayor en 1951 y teniente coronel en 1954.
Fue destinado al Regimiento de Caballería Real. Ascendido a coronel en 1960, dirigió la 22.ª brigada blindada, sirvió en el Ejército británico del Rin y se convirtió en agregado de defensa para España en 1964. Se retiró del Ejército en enero de 1968 con el grado honorario de general de brigada.

## Años después
Wellington fue también director de Massey Ferguson Holdings Ltd de 1967 a 1989 y de Motor Ibérica S.A. de 1967 a 1999. En 1975, fue designado teniente diputado de Hampshire.
En diciembre de 1941, como segundo teniente, fue condecorado con la Cruz Militar "en reconocimiento por sus distinguidos servicios en Medio Oriente (incluyendo Egipto, África Oriental, el Desierto Occidental, Sudán, Grecia, Creta, Siria y Tobruk) durante el período de febrero de 1941 a julio de 1941."
Fue elegido miembro del King's College de Londres (FKC).
Murió el 31 de diciembre de 2014 en Stratfield Saye (Basingstoke).

## Condecoraciones
- Teniente de la Real Orden Victoriana, Reino Unido.
- Oficial de la Orden del Imperio británico, Reino Unido.
- Caballero de la Orden de la Jarretera, Reino Unido.
- Oficial de la Legión de Honor, Francia.
- Caballero gran cruz de la Orden de San Miguel del Ala, Portugal.
- Caballero gran cruz de la Orden de Isabel la Católica, España.
- Oficial de la Venerable Orden de San Juan (Reino Unido).
- Maestranza de Caballería de San Fernando, España.[2]